# West Salem (Illinois)
West Salem – wieś w Stanach Zjednoczonych, w stanie Illinois, w hrabstwie Edwards.